# Taiji Kase

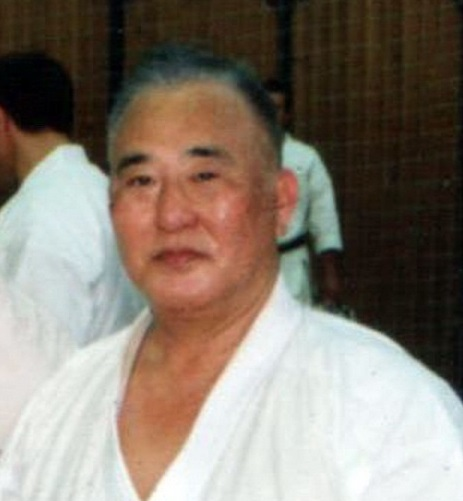
Kase Taiji (1995)

Taiji Kase Saikō Shihan (jap. 加瀬 泰治, Kase Taiji; * 9. Februar 1929 in der Präfektur Chiba, Japan; † 24. November 2004 in Paris; 10. Dan) war ein Lehrer der Shōtōkan-Strömung des Karate.

## Biografie
1929 als Sohn eines Jūdō-Lehrers geboren, begann Kase im Alter von sechs Jahren mit dem Training des Sanften Wegs. 1944 hielt er zum ersten Mal das Buch Karatedō Kyohan (Die Lehrnorm des Karatedō) von Gichin Funakoshi in seinen Händen und entschloss sich, diese ihm unbekannte Kampfkunst kennenzulernen. Mit Hilfe des Verlegers kontaktierte er das Shōtōkan-Dōjō in Meijiro/Tōkyō und nahm daraufhin das Karate-Training auf. Kase war zu dieser Zeit Kadett bei der Marine und Inhaber des 2. Dan im Jūdō. Gichin Funakoshi, sein Sohn Yoshitaka Funakoshi, Genshin Hironishi, Yoshiaki Hayashi und Wado Uemura waren damals seine hauptsächlichen Lehrer. Obwohl er nicht oft die Gelegenheit hatte, bei ihm zu trainieren, war es doch Yoshitaka Funakoshi, der den größten Eindruck auf den jungen Kase machte und ihn für den Rest seines Lebens zu inspirieren vermochte. Im Frühjahr 1945 fiel das Shōtōkan-Dōjō Flammen zum Opfer und im Herbst desselben Jahres verstarb Yoshitaka Funakoshi.
Ab 1946 lernte Kase hauptsächlich bei Hironishi, der damals als Karate-Lehrer des Karate-Clubs der Senshu-Universität fungierte. An dieser Universität studierte er Wirtschaft. Allerdings war Karate seine eigentliche Leidenschaft und so wurde er Kapitän des Universitätsclubs, was es ihm in der Folge ermöglichte, Gichin Funakoshi jeden Montag für das Training im Universitätsclub abzuholen. 1946 bestand er auch seine Prüfung zum 1. Dan. 
1949 legte er seine Prüfung zum 3. Dan ab und 1951 beendete er sein Studium an der Senshu-Universität. Etwa zu dieser Zeit traf er die Entscheidung, der Japan Karate Association (JKA) beizutreten, die es ihm ermöglichte, Karate professionell zu betreiben. Hier hatte er die Aufgabe, den Kumite-Unterricht abzuhalten. Nach seinen eigenen Worten führte er jedoch auch einige in der JKA noch nicht bekannte Kata-Abläufe ein.
1964 reiste Kase als 6. Dan nach Südafrika, um dort Karate zu unterrichten. Nach ein paar Monaten besuchte er in Begleitung von Hirokazu Kanazawa (5. Dan), Keinosuke Enoeda (5. Dan) und Hiroshi Shirai (5. Dan) viele weitere Länder, wie Deutschland, USA, Frankreich, um Karate zu verbreiten. 1967 half er zuerst Shirai dabei, sich in Italien niederzulassen und zog daraufhin nach Paris, wo er später sein eigenes Dōjō eröffnete.
1982 und 1983 veröffentlichte er zwei Bücher über die Kata des Karate und 1986 schloss er sein Dōjō, um sich nur noch darauf konzentrieren zu können, Karate auf der ganzen Welt zu verbreiten.
1989, zwei Jahre nach dem Tod des JKA-Hauptlehrers, Masatoshi Nakayama, gründeten Kase und Shirai die World Karatedo Shotokan Academy (WKSA), die es Kase erlaubte, seine technischen Gedanken freier zu entwickeln. Dies mündete in der Gründung des Kase-Ha Shōtōkan-Ryū, nachdem die WKSA auf Grund politischer Auseinandersetzungen aufgelöst wurde. Diese Shōtōkan-Richtung ist ein Versuch, das Karate von Yoshitaka Funakoshi wachzurufen und auszubauen. Hilfe erhielt Kase dabei von seinem alten Freund und Senior Jotaru Takagi, der zu den letzten Schülern von Yoshitaka Funakoshi gezählt wird und heute der Vorsitzende des Nihon Karatedō Shōtōkai ist. Ein technisches Merkmal des Kase-Ha Shōtōkan-Ryu ist beispielsweise der Fudo-Dachi, ein Stand, den Kase 1983 als „Schlüsselposition“ der Shōtōkan-Strömung bezeichnete.
Neben seinen technischen Fertigkeiten zeichnete sich Kase ebenso durch seine historischen Nachforschungen aus. 

Im November 2004 verstarb Kase im Alter von 75 Jahren.

### Bücher
- T. Kase: 18 Kata Superieurs Karate-Do Shotokan-Ryu (ed. Sedirep; 1982)
- T. Kase: Karate-Do Kata: 5 Heian. 2 Tekki (ed. Sedirep; 1983)
- J. Fraguas: T. Kase – Karate's Timeless Master in Karate Masters (Unique Pub.; 2001)
- Y. Kase: Legend of Taiji Kase (Shuppan Works Inc.; 2015)

### Fachzeitschriften
- deutschspr. Interviews und Artikel (Auswahl):
  - DKV-Magazin 3/1994
  - Kampfkunst International 02/2001
  - DJKB-Magazin 1/2005
  - DKV-Magazin 3/2005

| Personendaten    | Personendaten                  |
| ---------------- | ------------------------------ |
| NAME             | Kase, Taiji                    |
| ALTERNATIVNAMEN  | 加瀬泰治 (japanisch)           |
| KURZBESCHREIBUNG | japanischer Karate-Großmeister |
| GEBURTSDATUM     | 9. Februar 1929                |
| GEBURTSORT       | Präfektur Chiba, Japan         |
| STERBEDATUM      | 24. November 2004              |
| STERBEORT        | Paris                          |